# オーバル (企業)
株式会社オーバルは、元日産自動車社長村上正輔が発明したオーバル歯車の企業化を目指し、加島淳が昭和24年に創業した企業である。
流量計をはじめとする流体計測機器の専業最大手。主に工業用流量計及び付属機器、関連システムを製造、販売している。東京証券取引所スタンダード市場上場。
本社は東京都新宿区。

## 沿革
- 1949年  東京都品川区東大崎にて操業開始。社名はオーバル機器工業株式会社。
- 1961年  東京証券取引所第2部に株式を上場。
- 1983年  韓国オーバル株式会社を設立。
- 1985年 第三者割当増資を実施し、日本エマソン株式会社（米国EMERSON ELECTRIC社の日本法人）が筆頭株主となる。
- 1991年  CIを実施し、社名を株式会社オーバルに改める。
- 1999年  子会社5社を統合し、株式会社オーバルテクノを設立。
- 2002年  筆頭株主であった日本エマソン株式会社から自己株式を取得し、資本関係を解消。
- 2003年  東洋精機株式会社とオーバル山梨工場を統合し、株式会社山梨オーバルを設立。
- 2005年  株式会社オーバルテクノを吸収合併。
- 2009年 東京計器株式会社と業務・資本提携。
- 2014年  東京証券取引所第1部に指定替え。
- 2023年  東京証券取引所スタンダード市場へ市場変更。

## 関連会社
- 株式会社山梨オーバル
- 株式会社宮崎オーバル
- オーバルアシスタンス株式会社
- 山陽機器検定株式会社
- OVAL ENGINEERING INC.
- OVAL TAIWAN CO.,LTD.
- HEFEI OVAL INSTRUMENT CO.,LTD.
- HEFEI OVAL AUTOMATION CONTROL SYSTEM CO.,LTD.
- OVAL ENGINEERING SDN BHD
- OVAL ASIA PACIFIC PTE.LTD.